# Santiago Mallitasig
Santiago Mallitasig (Quito, Ecuador; 12 de febrero de 1990) es un futbolista ecuatoriano. Juega de defensa y su equipo actual es América de Quito de la Serie B de Ecuador.

## Estadísticas

### Clubes
Actualizado al último partido disputado el 19 de octubre de 2022.
| Club                         | Div.          | Temporada     | Liga  | Liga  | Copas nacionales | Copas nacionales | Copas internacionales | Copas internacionales | Total | Total |
| Club                         | Div.          | Temporada     | Part. | Goles | Part.            | Goles            | Part.                 | Goles                 | Part. | Goles |
| ---------------------------- | ------------- | ------------- | ----- | ----- | ---------------- | ---------------- | --------------------- | --------------------- | ----- | ----- |
| Municipal Cañar · Ecuador    | 3.ª           | 2011          | 9     | 0     | —                | —                | —                     | —                     | 9     | 0     |
| Municipal Cañar · Ecuador    | Total         | Total         | 9     | 0     | 0                | 0                | 0                     | 0                     | 9     | 0     |
| Aucas · Ecuador              | 3.ª           | 2012          | 36    | 3     | —                | —                | —                     | —                     | 36    | 3     |
| Aucas · Ecuador              | 2.ª           | 2013          | 41    | 6     | —                | —                | —                     | —                     | 41    | 6     |
| Aucas · Ecuador              | 2.ª           | 2014          | 35    | 1     | —                | —                | —                     | —                     | 35    | 1     |
| Aucas · Ecuador              | 1.ª           | 2015          | 32    | 1     | —                | —                | —                     | —                     | 32    | 1     |
| Aucas · Ecuador              | 1.ª           | 2016          | 14    | 0     | —                | —                | 2                     | 0                     | 16    | 0     |
| Aucas · Ecuador              | Total         | Total         | 158   | 11    | 0                | 0                | 2                     | 0                     | 160   | 11    |
| Clan Juvenil · Ecuador       | 1.ª           | 2017          | 22    | 0     | —                | —                | —                     | —                     | 22    | 0     |
| Clan Juvenil · Ecuador       | 2.ª           | 2018          | 2     | 0     | —                | —                | —                     | —                     | 2     | 0     |
| Clan Juvenil · Ecuador       | Total         | Total         | 24    | 0     | 0                | 0                | 0                     | 0                     | 24    | 0     |
| Liga de Portoviejo · Ecuador | 2.ª           | 2018          | 29    | 0     | —                | —                | —                     | —                     | 29    | 0     |
| Liga de Portoviejo · Ecuador | Total         | Total         | 29    | 0     | 0                | 0                | 0                     | 0                     | 29    | 0     |
| América de Quito · Ecuador   | 1.ª           | 2019          | 14    | 0     | 3                | 0                | —                     | —                     | 17    | 0     |
| América de Quito · Ecuador   | Total         | Total         | 14    | 0     | 3                | 0                | 0                     | 0                     | 17    | 0     |
| Olmedo · Ecuador             | 1.ª           | 2020          | 18    | 0     | —                | —                | —                     | —                     | 18    | 0     |
| Olmedo · Ecuador             | Total         | Total         | 18    | 0     | 0                | 0                | 0                     | 0                     | 18    | 0     |
| Juventud · Ecuador           | 3.ª           | 2021          | 7     | 1     | —                | —                | —                     | —                     | 7     | 1     |
| Juventud · Ecuador           | Total         | Total         | 7     | 1     | 0                | 0                | 0                     | 0                     | 7     | 1     |
| América de Quito · Ecuador   | 2.ª           | 2021          | 6     | 0     | —                | —                | —                     | —                     | 6     | 0     |
| América de Quito · Ecuador   | 2.ª           | 2022          | 30    | 1     | —                | —                | —                     | —                     | 30    | 1     |
| América de Quito · Ecuador   | Total         | Total         | 36    | 1     | 0                | 0                | 0                     | 0                     | 36    | 1     |
| Total carrera                | Total carrera | Total carrera | 295   | 13    | 3                | 0                | 2                     | 0                     | 300   | 13    |

1. ↑  Incluye datos de la Copa Ecuador (2019-act.).
2. ↑  Incluye datos de la Copa Sudamericana (2016-act.).

## Palmarés

### Campeonatos nacionales
| Título                       | Club  | Año  |
| ---------------------------- | ----- | ---- |
| Segunda Categoría de Ecuador | Aucas | 2012 |
| Campeonato Nacional Serie B  | Aucas | 2014 |